# Stato di Haiti
Lo Stato di Haiti fu una repubblica federale del Centro America, posto nella parte settentrionale dell'attuale stato di Haiti.
Esso venne costituito il 17 ottobre 1806 a seguito dell'assassinio dell'imperatore Giacomo I di Haiti e del crollo del primo impero di Haiti. Lo Stato di Haiti, che si trovava nella parte settentrionale dell'isola, venne governato dal generale Henri Christophe, uomo di fiducia del defunto imperatore ed ora "Capo provvisorio del governo haitiano" dal 17 ottobre 1806 al 17 febbraio 1807 quando venne eletto presidente della repubblica. La costituzione creata nel 1807 per lo stato di Haiti rese la carica di presidente "a vita" col potere per il presidente in carica di nominare il suo successore. Il 28 marzo 1811, ad ogni modo, il presidente Christophe si proclamò re col nome di Enrico I, dissolvendo così lo Stato di Haiti e creando al suo posto il regno di Haiti.
Dopo la morte di Giacomo I, il paese era stato diviso e lo Stato di Haiti doveva condividere l'isola di Hispaniola con un governo parallelo, quello della Repubblica di Haiti a sud guidata da Alexandre Pétion che rimase in carica sino alla sua morte nel 1818. Gli successe Jean-Pierre Boyer, che riunì le due nazioni dopo la morte di Enrico I e suo figlio nel 1820.